# Stirnberg bei Wüstensachsen

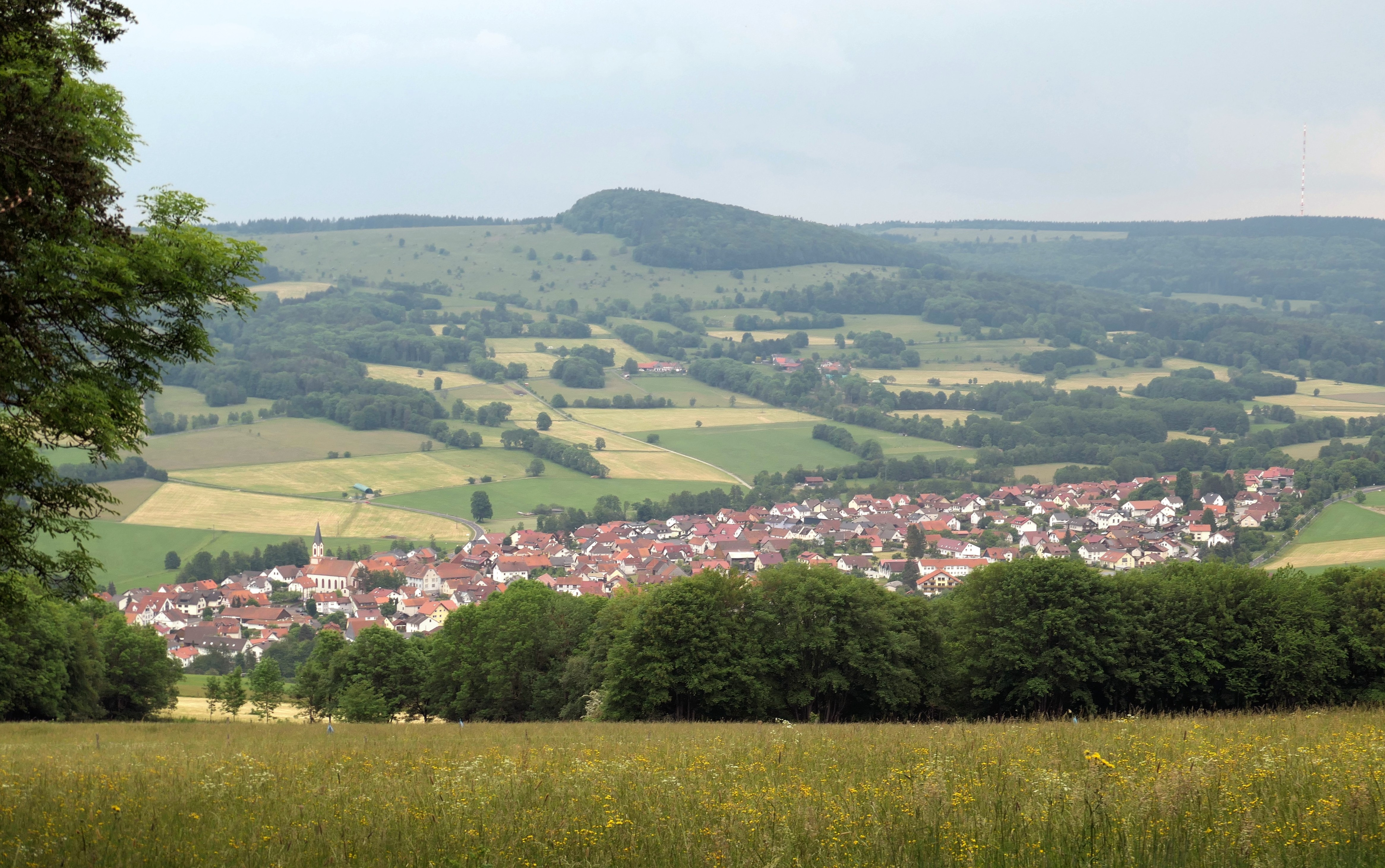
Blick auf Wüstensachsen und das Naturschutzgebiet „Stirnberg bei Wüstensachsen“

Das Naturschutzgebiet Stirnberg bei Wüstensachsen erstreckt sich über den Westhang des Stirnbergs auf dem Gebiet der Gemeinde Ehrenberg (Rhön) im Landkreis Fulda in Hessen.
Das etwa 137,5 ha große Gebiet, das im Jahr 1997 unter der Kennung 1631035 unter Naturschutz gestellt wurde, erstreckt sich östlich des Ehrenberger Ortsteils Wüstensachsen. Westlich des Gebietes verlaufen die Landesstraße L 3395 und die B 278. Am nordöstlichen Rand und östlich verläuft die Landesgrenze zu Bayern.
In der Umgebung liegen diese Naturschutzgebiete (NSG):
- östlich – im bayerischen Landkreis Rhön-Grabfeld – das etwa 3292 ha große NSG Lange Rhön
- südlich das etwa 31,6 ha große NSG Kesselrain
- südwestlich das etwa 98 ha große NSG Schwarzwald bei Wüstensachsen